# Dänningelanda
Dänningelanda is een plaats in de gemeente Växjö in het landschap Småland en de provincie Kronobergs län in Zweden. De plaats heeft 64 inwoners (2005) en een oppervlakte van 12 hectare. Dänningelanda wordt omringd door zowel landbouwgrond als naaldbos. De stad Växjö ligt zo'n tien kilometer ten noorden van het dorp.